# Tratto d'unione
Un tratto d'unione o trattino (- - ‐ ‑ ⁃ −) è un segno di punteggiatura. Viene utilizzato nelle parole composte e nella sillabazione. È spesso confuso con la lineetta (–, —, ―), che è differente ed ha differente funzione, e con il segno meno (−) che è anch'esso differente.

## Storia del tratto d'unione
Il tratto d'unione è stato usato probabilmente per la prima volta da Johannes Gutenberg di Magonza, in Germania, nel 1455 circa per l'edizione della Bibbia a 42 righe per pagina. L'esame di una copia originale in pergamena (Hubay index #35) presente presso la biblioteca del Congresso mostra che i caratteri mobili di Gutenberg erano giustificati in uno stile uniforme di 42 righe uguali per pagina, mediante sillabazione. La sillabazione consiste in una divisione di una parola in due sillabe o gruppi di sillabe, la prima delle quali viene terminata correntemente con un trattino e la seconda delle quali viene portata a capo della riga successiva. Nella sua Bibbia a 42 righe Gutenberg usò invece, per la sillabazione, un doppio trattino inclinato a destra con un angolo di circa 60 gradi.
Prima che Gutenberg impostasse le prime righe stampate del mondo occidentale con i caratteri mobili non vi era necessità di giustificare le righe usando la sillabazione.

## Uso nell'italiano
- Può aiutare nel comporre due o più parole, esempio: italo-americano, teorico-pratico.

## Codifica informatica
Nella codifica di caratteri ASCII il tratto d'unione è codificato come carattere 45. Tecnicamente questo carattere è denominato trattino-meno, ed è usato sia come segno meno che come lineetta. In Unicode lo stesso carattere è codificato come U+002D ( - ) in quanto Unicode rimane compatibile con l'ASCII. Comunque l'Unicode codifica anche separatamente il tratto d'unione ed il meno, rispettivamente come U+2010 ( ‐ ) e U+2212 ( − ), oltre a una serie di lineette. L'utilizzo del trattino-meno è scoraggiato ove possibile a favore dello specifico carattere di tratto d'unione.

## Standard internazionale della data
Nell'Europa continentale il trattino viene usato per dividere i componenti della data. Tedeschi e slavi usano anche i numeri romani per il mese, pratica che un tempo era comune anche in italiano; 14‑VII‑1789, per esempio, è uno dei modi per scrivere la data della presa della Bastiglia anche se sta rapidamente sparendo. Le targhe presenti sul muro del Cremlino sono scritte in questo modo. L'uso del tratto d'unione, all'opposto della barra usata nella lingua inglese, è specificato dagli standard internazionali.